# لو ووك
لو ووك (بالإنجليزية: Luwuk)‏ هي منطقة سكنية تقع في إندونيسيا في سولاوسي الوسطى. يقدر عدد سكانها 101.43 كم2 .